# فیل برگس
فیل برگس (انگلیسی: Phil Burgess؛ زادهٔ ۱ ژوئیهٔ ۱۹۸۸) ورزشکار راگبی ۷ نفره اهل بریتانیا است.
وی در مسابقات کشوری و بین‌المللی در مجموع برندهٔ ۱ مدال نقره شده‌است.